# Pseudodiploria clivosa
Pseudodiploria clivosa is een rifkoralensoort uit de familie Mussidae. De wetenschappelijke naam van de soort is voor het eerst geldig gepubliceerd in 1786 door Ellis & Solander. De soort komt voor in de Caraïbische Zee, het zuidelijke deel van de Golf van Mexico en bij Florida, de Bahama's en Bermuda. De soort staat op de Rode Lijst van de IUCN geklasseerd als 'niet bedreigd'.